# Associazione Sportiva Taranto 1956-1957
Questa pagina raccoglie le informazioni riguardanti l'Associazione Sportiva Taranto nelle competizioni ufficiali della stagione 1956-1957.

## Stagione
Nella stagione 1956-1957 il Taranto disputò l'ottavo campionato di Serie B della sua storia.

## Divise
| 1ª divisa |

## Organigramma societario
Area direttiva
- Presidente: Luigi Santillo

Area tecnica
- Allenatore: Mario Perazzolo, poi Piero Bortoletto (dal 7 gennaio 1957), infine Leonardo Costagliola (dal 30 gennaio 1957)[2]

## Rosa
| N. |                   | Ruolo | Calciatore           |
| -- | ----------------- | ----- | -------------------- |
|    | Italia (bandiera) | P     | Romano Collovati     |
|    | Italia (bandiera) | P     | Cosimo Malacari      |
|    | Italia (bandiera) | D     | Antonio De Bellis    |
|    | Italia (bandiera) | D     | Giovanni Manzella    |
|    | Italia (bandiera) | D     | Giorgio Pellegrini   |
|    | Italia (bandiera) | D     | Mirco Tagliamento    |
|    | Italia (bandiera) | C     | Giorgio Bordignon    |
|    | Italia (bandiera) | C     | Dante Castellazzi    |
|    | Italia (bandiera) | C     | Pietro Castignani    |
|    | Italia (bandiera) | C     | Francesco Pellegrini |
|    | Italia (bandiera) | C     | Goffredo Stabellini  |

| N. |                   | Ruolo | Calciatore           |
| -- | ----------------- | ----- | -------------------- |
|    | Italia (bandiera) | A     | Giorgio Bravi        |
|    | Italia (bandiera) | A     | Umberto Buonfrate    |
|    | Italia (bandiera) | A     | Rocco D'Amore        |
|    | Italia (bandiera) | A     | Stelio Darin         |
|    | Italia (bandiera) | A     | Amalio Ferrarese     |
|    | Italia (bandiera) | A     | Antonio Giammarinaro |
|    | Italia (bandiera) | A     | Lamberto Giorgis     |
|    | Italia (bandiera) | A     | Silvano Mari         |
|    | Italia (bandiera) | A     | Antonio Mascarin     |
|    | Italia (bandiera) | A     | Giuseppe Zessar      |

## Risultati

### Serie B

#### Girone d'andata
| Arbitro: | Marchese (Napoli) |

|               |           |                                 |
| Ferrarese 17’ | Marcatori | 42’ (aut.) Malacari 60’ Regalia |

| Arbitro: | Griggi (Brescia) |

|                                              |           |  |
| Bassetti 8’ Maccacaro 54’, 83’ Galassini 70’ | Marcatori |  |

| Arbitro: | Menchini (Udine) |

|                            |           |  |
| Darin 78’ Giammarinaro 90’ | Marcatori |  |

| Arbitro: | Griggi (Brescia) |

|              |           |            |
| Vycpálek 62’ | Marcatori | 27’ Zessar |

| Arbitro: | Grillo (Afragola) |

|                                |           |                      |
| Darin 18’ Bordignon 33’ (rig.) | Marcatori | 9’ (aut.) Stabellini |

| Arbitro: | Famulari (Messina) |

|                           |           |            |
| Zessar 21’, 46’ Bravi 45’ | Marcatori | 82’ Bretti |

| Arbitro: | Adami (Roma) |

|                              |           |  |
| Rossi 19’ Pantaleoni III 31’ | Marcatori |  |

| Arbitro: | Angelini (Firenze) |

|                            |           |  |
| Darin 75’ Giammarinaro 81’ | Marcatori |  |

| Arbitro: | Ubezio (Novara) |

|                          |           |  |
| Bozzato 56’ Calegari 76’ | Marcatori |  |

| Arbitro: | Grillo (Afragola) |

|                      |           |            |
| Giammarinaro 7’, 24’ | Marcatori | 10’ Gritti |

| Arbitro: | Canepa (Genova) |

|                         |           |           |
| Caprile 15’ Bocchio 62’ | Marcatori | 51’ Bravi |

| Taranto 23 dicembre 1956 | Taranto        | 0 – 0 | Pro Patria | Stadio Valentino Mazzola\| Arbitro: \| Alterio (Roma) \| |
| Arbitro:                 | Alterio (Roma) |       |            |                                                          |

| Arbitro: | Adami (Roma) |

|                                     |           |               |
| Morbello 6’ Castaldo 64’ Vitali 89’ | Marcatori | 50’ Ferrarese |

| Arbitro: | Coppa (Mariano Comense) |

|                                     |           |  |
| Buratti 42’ Padoan 69’ Di Fraia 79’ | Marcatori |  |

| Arbitro: | Ubezio (Novara) |

|                  |           |  |
| Giammarinaro 37’ | Marcatori |  |

| Arbitro: | Ferrari (Milano) |

|                               |           |                            |
| Ponzoni 2’ Scarascia 47’, 84’ | Marcatori | 22’ Darin 28’ Giammarinaro |

| Arbitro: | Famulari (Messina) |

|  |           |                                 |
|  | Marcatori | 18’ Sospetti 20’, 49’ Sacchella |

#### Girone di ritorno
| Cagliari 3 febbraio 1957 | Cagliari         | 0 – 0 | Taranto | Stadio Amsicora\| Arbitro: \| Rebuffo (Milano) \| |
| Arbitro:                 | Rebuffo (Milano) |       |         |                                                   |

| Taranto 10 febbraio 1957 | Taranto         | 0 – 0 | Verona | Stadio Valentino Mazzola\| Arbitro: \| Moriconi (Roma) \| |
| Arbitro:                 | Moriconi (Roma) |       |        |                                                           |

| Novara 17 febbraio 1957 | Novara         | 0 – 0 | Taranto | Stadio Comunale\| Arbitro: \| Mori (Cremona) \| |
| Arbitro:                | Mori (Cremona) |       |         |                                                 |

| Arbitro: | Bartolomei (Roma) |

|                                      |           |                 |
| Bravi 30’, 63’ Giammarinaro 37’, 47’ | Marcatori | 72’ (rig.) Erba |

| Arbitro: | Marchetti (Milano) |

|                       |           |  |
| Buzzin 57’ Patino 68’ | Marcatori |  |

| Arbitro: | Lo Bello (Siracusa) |

|                            |           |                              |
| Novelli 2’, 37’ Bretti 83’ | Marcatori | 24’, 87’ (rig.) Giammarinaro |

| Taranto 17 marzo 1957 | Taranto         | 0 – 0 | Messina | Stadio Valentino Mazzola\| Arbitro: \| Caputo (Napoli) \| |
| Arbitro:              | Caputo (Napoli) |       |         |                                                           |

| Arbitro: | Smorto (Reggio Calabria) |

|                                     |           |                                 |
| Mattavelli 3’ Lusardi 13’ Borri 55’ | Marcatori | 39’ Stabellini 84’ Giammarinaro |

| Arbitro: | Adami (Roma) |

|           |           |             |
| Darin 57’ | Marcatori | 8’ Calegari |

| Arbitro: | Bartolomei (Roma) |

|                                    |           |                  |
| Baldini 19’ Marsili 32’ Favini 64’ | Marcatori | 63’ Giammarinaro |

| Arbitro: | Angelini (Firenze) |

|                                           |           |                         |
| Bravi 47’ Darin 71’, 75’ Giammarinaro 82’ | Marcatori | 77’ (aut.) Santagostino |

| Arbitro: | Rigato (Mestre) |

|            |           |  |
| Smersy 17’ | Marcatori |  |

| Arbitro: | Adami (Roma) |

|                            |           |              |
| Darin 60’ Giammarinaro 84’ | Marcatori | 39’ Traverso |

| Arbitro: | Rebuffo (Milano) |

|  |           |              |
|  | Marcatori | 66’ Barbieri |

| Arbitro: | Ubezio (Novara) |

|  |           |                  |
|  | Marcatori | 32’ Giammarinaro |

| Taranto 9 giugno 1957 | Taranto        | 0 – 0 | Modena | Stadio Valentino Mazzola\| Arbitro: \| Mori (Cremona) \| |
| Arbitro:              | Mori (Cremona) |       |        |                                                          |

| Arbitro: | Gambarotta (Genova) |

|                                  |           |  |
| Fraschini 24’ Fattori 90’ (rig.) | Marcatori |  |

## Statistiche

### Statistiche di squadra
| Competizione | Punti | In casa | In casa | In casa | In casa | In casa | In casa | In trasferta | In trasferta | In trasferta | In trasferta | In trasferta | In trasferta | Totale | Totale | Totale | Totale | Totale | Totale | DR  |
| Competizione | Punti | G       | V       | N       | P       | Gf      | Gs      | G            | V            | N            | P            | Gf           | Gs           | G      | V      | N      | P      | Gf     | Gs     | DR  |
| ------------ | ----- | ------- | ------- | ------- | ------- | ------- | ------- | ------------ | ------------ | ------------ | ------------ | ------------ | ------------ | ------ | ------ | ------ | ------ | ------ | ------ | --- |
| Serie B      | 28    | 17      | 9       | 5       | 3       | 24      | 13      | 17           | 1            | 3            | 13           | 11           | 34           | 34     | 10     | 8      | 16     | 35     | 47     | -12 |

### Statistiche dei giocatori[3]
| Giocatore       | Serie B  | Serie B |
| Giocatore       | Presenze | Reti    |
| --------------- | -------- | ------- |
| G. Bordignon    | 31       | 1       |
| G. Bravi        | 27       | 5       |
| U. Buonfrate    | 3        | 0       |
| D. Castellazzi  | 24       | 0       |
| P. Castignani   | 22       | 0       |
| R. Colovatti    | 18       | -18     |
| R. D'Amore      | 2        | 0       |
| S. Darin        | 28       | 8       |
| A. De Bellis    | 30       | 0       |
| A. Ferrarese    | 29       | 2       |
| A. Giammarinaro | 34       | 15      |
| L. Giorgis      | 9        | 0       |
| C. Malacari     | 16       | -?      |
| G. Manzella     | 28       | 0       |
| S. Mari         | 3        | 0       |
| A. Mascarin     | 1        | 0       |
| G. Pellegrini   | 4        | 0       |
| Pellegrino      | 3        | 0       |
| G. Stabellini   | 32       | 1       |
| M. Tagliamento  | 11       | 0       |
| G. Zessar       | 18       | 3       |